# Хавиер Гарсия
Хавиер Гарсия Гадеа (роден на 5 януари 1984 г. в Барселона) е испански състезател по водна топка.
Състезава се за националния отбор на страната си, с които достигат до 6-о място на Олимпийските игри в Атина, Гърция през 2004 г. Гарсия завършва на 5-о място с испанския отбор по водна топка на световното първенство по плуване, което се провежда в неговия роден град Барселона през 2003 г.
Хавиер Гарсия има 2 деца и живее в Рено, Невада.